# Hoplobatrachus occipitalis
Espèce
Synonymes
- Rana occipitalis Günther, 1858
- Rana bragantina Bocage, 1864
- Ranosoma schereri Ahl, 1924
- Rana mwanzae Loveridge, 1925
- Rana esculenta bilmaensis Angel, 1936

Statut de conservation UICN

 LC  : Préoccupation mineure
Hoplobatrachus occipitalis est une espèce d'amphibiens de la famille des Dicroglossidae.

## Répartition
Cette espèce se rencontre :
- en populations isolées dans le sud du Maroc, dans le sud de l'Algérie, dans le Sud de la Libye, dans le nord de la Mauritanie, dans le nord du Mali et dans le Nord du Mali  ;
- dans le sud de la Mauritanie, au Sénégal, en Gambie, en Guinée-Bissau, en Guinée, en Sierra Leone, au Liberia, dans le sud du Mali, dans le Sud du Niger, au Burkina Faso, en Côte d'Ivoire, au Ghana, au Togo, au Bénin, au Nigeria ;
- dans le sud du Tchad, en République centrafricaine, au Cameroun, en Guinée équatoriale, au Gabon, en République du Congo, en République démocratique du Congo, dans le sud de l'Angola ;
- dans le sud du Soudan, au Soudan du Sud, dans l'ouest de l'Éthiopie, dans l'ouest du Kenya, en Ouganda, dans le nord-ouest de la Tanzanie, au Rwanda, au Burundi et dans l'extrême Nord de la Zambie.

## Description
Hoplobatrachus occipitalis mesure de 52 à 160 mm. Son dos est jaune-vert, olive ou gris-brun avec de grandes taches vert foncé qui sont parfois alignées. Son ventre est blanc et parfois marbré de noir.

## Publication originale
- Günther, 1858 : Catalogue of the Batrachia Salientia in the collection of the British Museum (texte intégral).